# Lucina Álvarez
Lucina Álvarez (León, España, 28 de enero de 1945 – detenida desaparecida el 7 de mayo de 1976 en el barrio de Palermo, Buenos Aires, Argentina) fue una poeta, docente y colaboradora en diversas revistas literarias y medios de prensa.

## Primeros años
En 1947, cuando tenía dos años, Lucina Álvarez llegó a la Argentina junto a sus padres y, posteriormente, adquirió la nacionalidad argentina. Desde pequeña mostró un gran interés por la lectura, en especial por la poesía. A los 18 años se recibió de docente y comenzó a trabajar en distintos colegios. Por entonces, también empezó a escribir poesía, al tiempo que se integraba en círculos literarios e intelectuales de Buenos Aires. A mediados de la década de 1960, inició una relación con el poeta porteño Mario Jorge De Lellis, la cual quedó trágicamente interrumpida por su fallecimiento en 1966. En su memoria, un grupo de jóvenes poetas, entre ellos Irene Gruss, Marcelo Cohen, Rubén Reches, Jorge Asís y la propia Lucina Álvarez, fundó el “Taller Literario Mario Jorge De Lellis”. En ese espacio conoció al escritor argentino Oscar Barros, con quien primero entabló una amistad que luego derivó en una relación sentimental y, más tarde, en matrimonio.

## Poesía y Militancia

Los que siguen (1972)

En 1972, cinco poemas de Lucina Álvarez fueron incluidos en la antología Los que siguen, publicada por Ediciones Noé, junto a poemas de Guillermo Boido, Daniel Freidemberg, Guillermo Martínez Yantoro, Armando Najmanovich, Rubén Reches, Jorge Ricardo y Manuel Ruano. El 14 de noviembre de 1972 se realizó la presentación del libro, a cargo del poeta Raúl González Tuñón y con la participación musical del Cuarteto Cedrón.
Además de esta antología, algunos de sus poemas aparecieron en revistas literarias como Buenos Aires Tango y El Juguete Rabioso. En total, su obra poética publicada constó de solo siete poemas.
Aunque no se pueda confirmar su participación directa, es posible que haya colaborado con la Revista Barrilete, dada su relación cercana con varios de sus integrantes. Junto a Oscar Barros integró la Agrupación Gremial de Escritores (AGE), vinculada políticamente al Frente Antiimperialista y por el Socialismo (FAS), donde participaron escritores como Roberto Jorge Santoro, Humberto Costantini, Carlos Patiño, Alberto Costa, Bernardo Kordon y Elías Castelnuovo. En 1973, Álvarez y Barros asistieron al III Congreso del FAS en la provincia del Chaco, donde uno de los principales oradores fue Agustín Tosco. Al año siguiente, estuvieron presentes en el velorio y entierro del abogado, escritor e intelectual Silvio Frondizi, asesinado por la organización parapolicial de ultraderecha conocida como la Triple A. En 1975, la AGE presentó una lista en las elecciones de la Sociedad Argentina de Escritores (SADE), pero no obtuvo la victoria. A pesar de ello, la AGE continuó reuniéndose, y en varias ocasiones las reuniones se llevaron a cabo en la casa de Álvarez y Barros.

## Detención y desaparición

Lucina Álvarez y Oscar Barros.

El 7 de mayo de 1976, Lucina Álvarez y su esposo, Oscar Barros, fueron secuestrados en su domicilio de la calle Beruti N.º 3249, en el barrio de Palermo, ciudad de Buenos Aires. El operativo fue llevado a cabo por agentes armados vestidos de civil, quienes exhibieron credenciales oficiales y utilizaron vehículos sin identificación. Tras su detención, el departamento fue saqueado y vandalizado. La causa judicial iniciada el 14 de mayo de ese año, junto con los recursos de habeas corpus y las gestiones ante el Ministerio del Interior, no lograron esclarecer su paradero. Tampoco arrojaron resultados las denuncias posteriores ante la CONADEP. Hasta la fecha, ambos permanecen desaparecidos.
En 2010, la Escuela de Educación Estética N.º 1 de Ramos Mejía, donde Álvarez fue la primera docente de iniciación literaria, adoptó su nombre en su homenaje.

## Sumario: Poesía Reunida 1963-1972 (2025)

Sumario Poesía Reunida 1963-1972 (2025)

En abril de 2025, la editorial El Enamorado publicó Sumario – Poesía Reunida 1963-1972, volumen que reunió los poemas publicados en vida por Lucina Álvarez junto con una serie de inéditos hasta esa fecha, conformando un total de veintiocho poemas. La obra incorporó, además, un apéndice con material de archivo inédito reproducido a color, compuesto por fotografías, cartas, borradores, anotaciones y otros documentos. Este libro inauguró la colección Poesía desde el Abismo, destinada a rescatar y publicar por primera vez material inédito de poetas secuestrados y desaparecidos durante el autodenominado Proceso de Reorganización Nacional.

### Contenido del libro
- Prólogo a esta edición y al espíritu de la Colección Poesía desde el Abismo”, por Patricio Sorsaburu.
- Apuntes para una biografía, por Patricio Sorsaburu.
- Poemas: “Cuchara de madera”; “Pero tal vez te diga te amo”; “Otro poema”; “De aquí somos nosotros”; “Poema 258”; “Ciudad en malla”; “Poema 259”; “Reproche”; “Práctica”; “Práctica II”; “Práctica III”; “El motivo”; “La valija”; “Poema”; “Las señales”; “Pieza en Barracas”; “Las cosas de los días”; “Esberg, en la costa”; “Un favor a la poesía”; “Cumpleaños”; “Morirse”; “El poema”; “La sombra”; “Metamorfosis”; “La no invitada”; “El anillo del aire”; “Los oficios”; “Sumario”.
- Apéndice: Archivo fotográfico y Memoria de Lucina Álvarez.
- Índice de poemas.